# Perissomastix zernyi
Perissomastix zernyi är en fjärilsart som beskrevs av Petersen 1957. Perissomastix zernyi ingår i släktet Perissomastix och familjen äkta malar. Inga underarter finns listade i Catalogue of Life.